# Geografia delle Seychelles

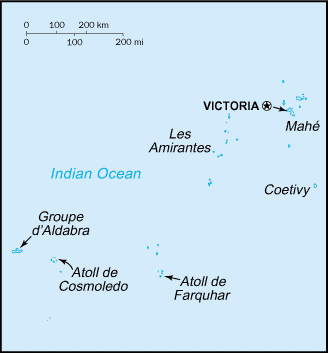
Mappa delle Seychelles

Le Seychelles sono una piccola nazione insulare situata nell'Oceano Indiano a nord-est del Madagascar e circa 1.600 km ad est delle coste del Kenya. Le Seychelles sono comprese fra i 4° S e i 10° S e fra i 46° E e i 54° E. La nazione è un arcipelago di 155 isole tropicali, alcune di granito e altre di corallo, la maggior parte delle quali sono piccole e disabitate. Il territorio si estende su soli 457 km², ma le isole sono sparse in una zona economica esclusiva di 1.374.000 km². Circa il 90 per cento della popolazione (di 82500) vive sull'isola di Mahé, e il 9 per cento a Praslin e La Digue. Circa un terzo della superficie del paese è costituito dall'isola di Mahé, e un altro terzo dall'atollo di Aldabra.
Ci sono due distinte regioni, le isole granitiche e le isole coralline. Le isole granitiche sono tra le isole oceaniche più antiche del mondo, mentre le altre isole esterne sono molto giovani, anche se quelle comprese nel gruppo di Aldabra e Saint-Pierre (Gruppo Farquhar) sono state sollevate e sommerse più volte nel corso della loro lunga storia (la più recente risale a circa 125.000 anni fa).

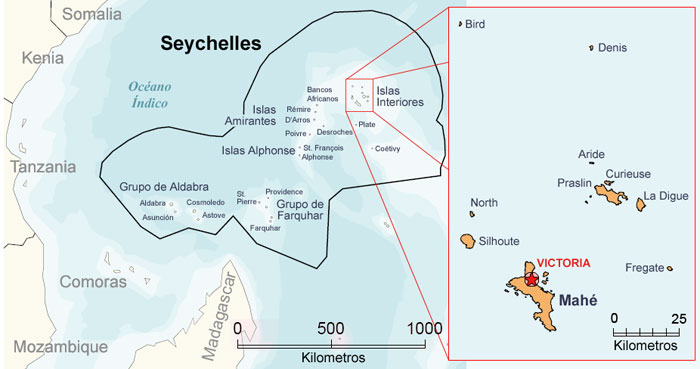
Localizzazione delle isole Seychelles

## Isole Interne
Il Isole Interne comprendono 42 isole per una superficie totale di 243,7 km², il 54% delle Seychelles, e più del 98% della popolazione del paese. 
Il gruppo delle isole granitiche è composto da 40 isole di granito, tutte all'interno di un raggio di 56 km dall'isola principali di Mahé. Queste isole sono rocciose, e la maggior parte hanno una stretta fascia costiera e sono collinari all'interno. Il punto più elevato è posto a 914 metri.
Le più importanti isole di questo gruppo sono: 
- Mahé, l'isola più grande, con una dimensione di 142 km². Victoria, la capitale è situata su questa isola.
- L'isola di Praslin.
- L'isola di Silhouette.
- La Digue.
- Frégate.
- Curieuse.
- North Island.
- Aride Island.

Due isole coralline 90 km a nord, Bird Island e Denis Island.
Milioni di anni fa l'arcipelago si è creato dalla combinazione della separazione dell'India dall'Africa e un sistema di vulcani sottomarini, in un processo simile a quello verificatosi sulle isole di Maurizio e Riunione.

## Isole Esterne
Le Isole esterne sono composto da cinque gruppi di isole coralline:
- Il Gruppo Corallino Meridionale, che comprende Île Plate e Coëtivy
- Le Isole Amirante
- Il Gruppo delle Alphonse (Alphonse e Saint François)
- Il Gruppo Aldabra (Aldabra, Assumpion, Cosmoledo)
- Il Gruppo Farquhar (Farquhar, Providence e di S. Pierre)

Queste isole coprono 211,3 km² (il 46% delle Seychelles), ma meno del 2% della popolazione. 
Sono isole coralline sostanzialmente piatte con lunghe barriere coralline. Non posseggono grandi riserve di acqua dolce ed è difficile il sostentamento della vita umana.

## Clima

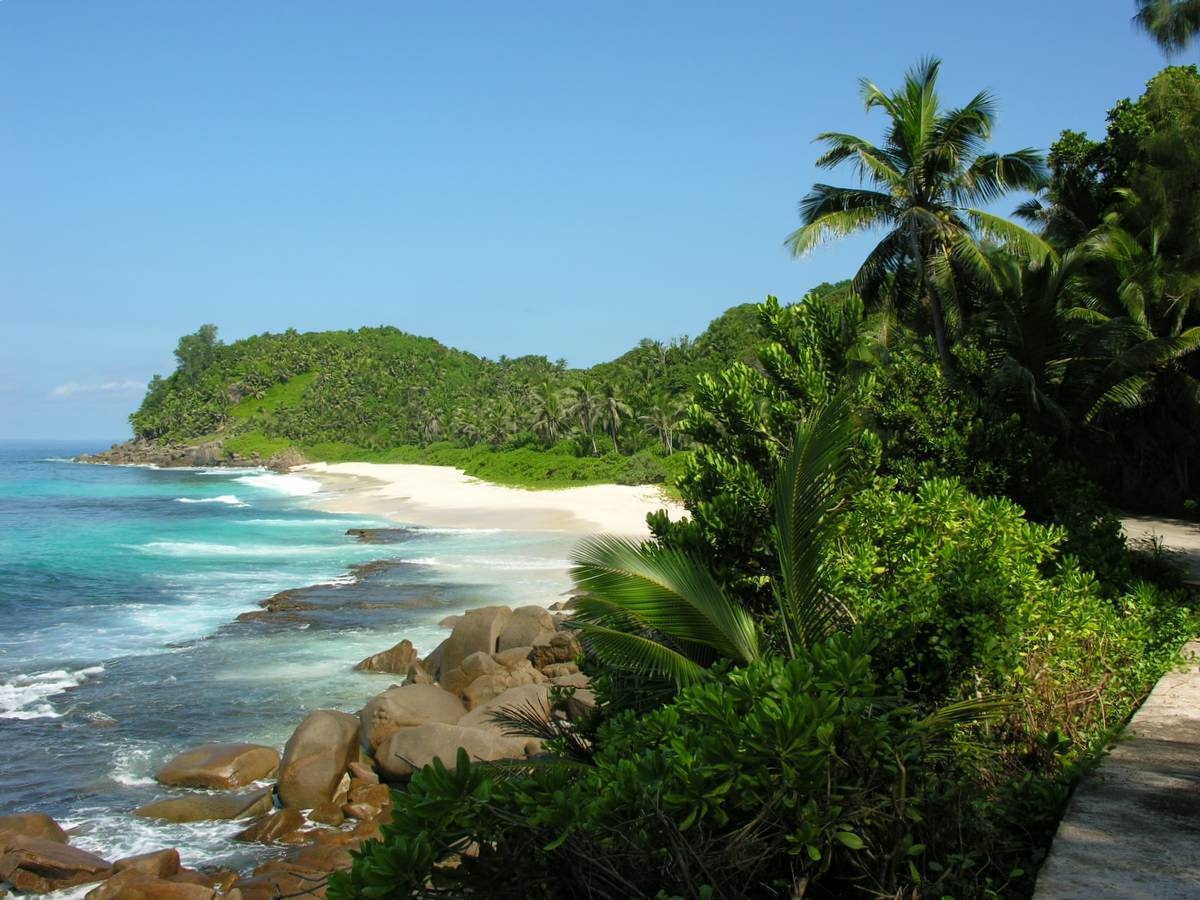
Spiagge su Mahé

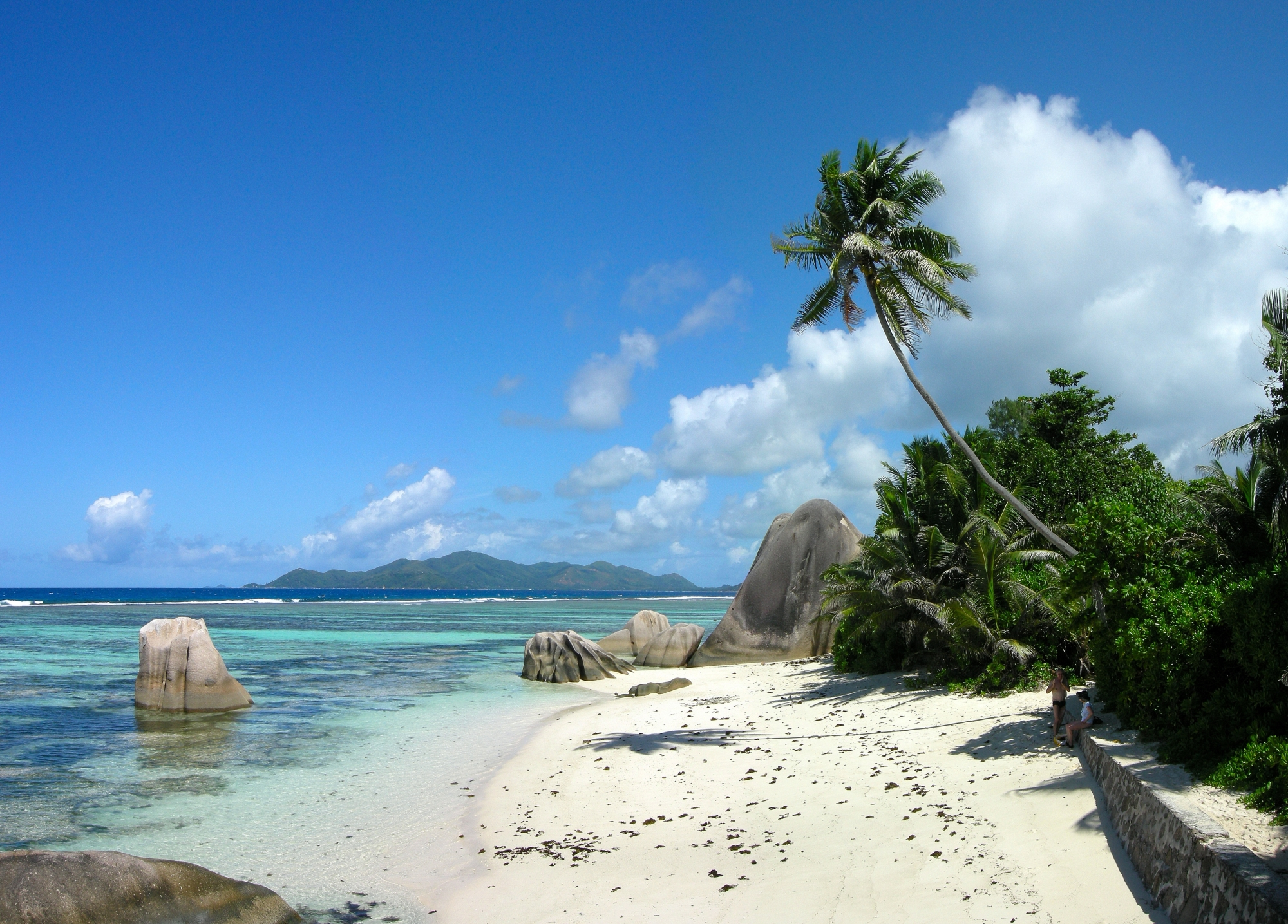
Anse Source d'Argent su La Digue

Il clima è molto umido e le isole essendo piccole subiscono molto l'influenza marina. La temperatura varia poco durante tutto l'anno. A Mahé le temperature variano dai 24 ai 30 °C, e le precipitazioni sono nell'ordine di 2.900 millimetri annui a Victoria e 3.600 millimetri lungo i pendii montani.
I mesi più freschi sono luglio e agosto. I venti da sud-est, gli alisei, soffiano regolarmente da maggio a novembre, e questo rinfresca molto l'aria. Mesi caldi sono da dicembre ad aprile e con i più alti tassi di umidità. Marzo e aprile sono i mesi più caldi in assoluto.

## Dati generali
Superficie totale: 455 km² 
Linea di costa: 491 km 
Elevazione estremi: 

punto più basso: Oceano Indiano 0 m 

punto più alto: Morne Seychellois 905 m 
Risorse naturali: pesce, copra, cannella.
Uso del suolo:

seminativi: 2% 

colture permanenti: 13% 

pascoli permanenti: 0% 

foreste e boschi: 11% 

altri: 74% (1993 stima)